# Schloss Edesheim
Das Schloss Edesheim ist ein auf eine Wasserburg aus dem 14. Jahrhundert zurückgehendes Schloss aus dem 17. Jahrhundert im rheinland-pfälzischen Edesheim.

## Geographie
Das Schloss Edesheim liegt in der Ortsgemeinde Edesheim am östlichen Rand des Pfälzerwaldes, zwischen Neustadt an der Weinstraße und Landau in der Pfalz, zwei Kilometer südlich von Edenkoben, zwischen dem Biosphärenreservat Pfälzerwald und dem Rhein.

## Geschichte
Im 14. Jahrhundert wird eine Wasserburg der Bischöfe von Speyer erstmals urkundlich erwähnt. Das heute als Schloss Edesheim bekannte Gebäude wurde im Jahre 1594 errichtet. Seit dem Mittelalter war das in der Ebene gelegene Schlossgebäude zum Schutz vor feindlichen Angreifern von einem breiten Graben umschlossen. Das Edesheimer Schloss umgibt eine starke Umfassungsmauer von insgesamt rund zweitausend Metern Länge. In deren Verlauf lassen sich die Verwendungen von Mauerquadern erkennen. Mauertechniken und Steinmaterial lassen Rückschlüsse ziehen, dass im Laufe vieler Jahrhunderte an dieser Mauer immer wieder gebaut wurde. Unüberwindlich stark und dennoch nahezu unscheinbar wirkt die mit Efeu berankte Ringmauer mitten im südpfälzischen Edesheim.
Unter der Regie der Speyerer Kirchenfürsten diente das Schloss als Amtssitz und als fürstbischöfliche Vogtei. Hundert Jahre nach dem Ausbau des Edesheimer Schlosses wurde es im Pfälzischen Erbfolgekrieg von den Franzosen zerstört – und danach von Neuem aufgebaut. Jahrhundertelang in Kirchenbesitz, wurde das Schloss 1804 unter Napoleon im Rahmen der Säkularisation verstaatlicht und gelangte von da an in wechselnden Privatbesitz.
Gegen Ende des 20. Jahrhunderts wurde das Schloss von Grund auf saniert und als Vier-Sterne-Haus „Hotel Schloss Edesheim“ wiedereröffnet.